# Teroristický útok v Londýně v březnu 2017
Teroristický útok v Londýně se odehrál 22. března 2017 ve 14:40 GMT v centru Londýna. Útočník najel na Westminsterském mostě automobilem značky Hyundai do skupiny lidí, pak vystoupil a zamířil přes Westminsterský palác k Parliament Square, kde pobodal několik lidí, včetně jednoho policisty. Následně byl policejní hlídkou zastřelen. Útočníkem byl 52letý Brit muslimského vyznání Khalid Masood, narozen v Kentu na jihovýchodě Anglie. K útoku se sice přihlásil Islámský stát, ale londýnská policie neobjevila žádné důkazy o propojení útočníka s Islámským státem nebo jinou teroristickou organizací.

## Útok

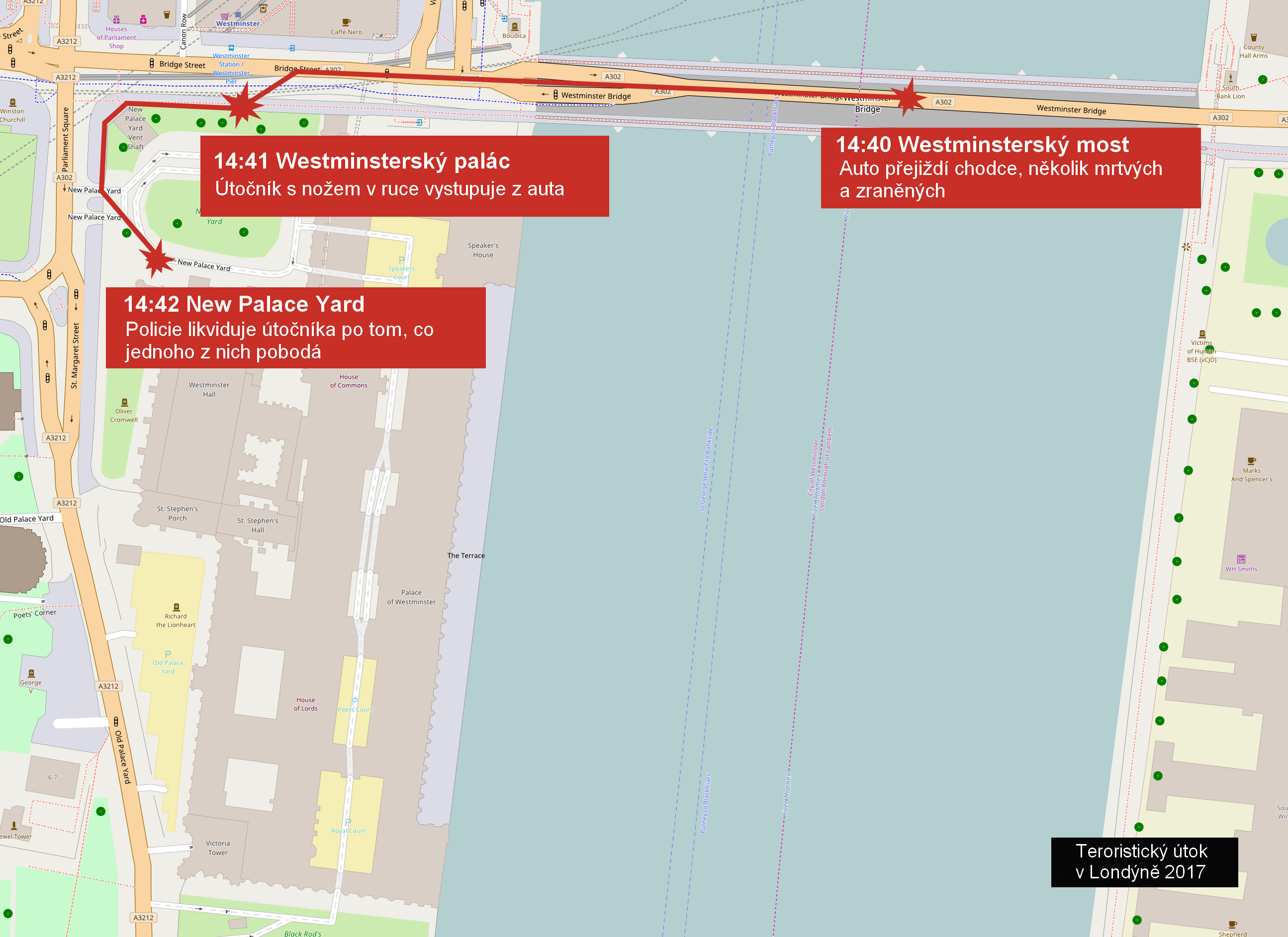
Mapa zobrazující průběh celého teroristického útoku

Kolem 14:40 místního času začal řidič šedého automobilu značky Hyundai ve velké rychlosti najíždět na jižní straně Westminsterského mostu do lidí, přičemž několik z nich zabil a další zranil. Použitý vůz si útočník najal přibližně týden před útokem u společnosti Enterprise Rent-A-Car v Birminghamu.
Jedna z obětí, Andreea Cristeaová, po srážce s autem přepadla přes most do Temže. Žena byla převezena do nemocnice, kde později zemřela. Útočník dále pokračoval k Westminsterskému paláci, kde po nárazu do plotu vystoupil z automobilu a s nožem v ruce běžel za roh na Parliament Square a k branám New Palace Yardu, součásti Westminsterského paláce, kde při pokusu proniknout do budovy smrtelně pobodal tradičně neozbrojeného policistu, konstábla Keitha Palmera. Samotný útočník byl zastřelen příslušníkem ochranky ministra obrany Michaela Fallona. I přes pokusy ho resuscitovat, útočník na místě zemřel. Kolemjdoucí včetně politika Tobiase Ellwooda se ještě zraněnému policistovi Palmerovi pokoušeli pomoci, avšak bezúspěšně.

## Oběti
Během útoku zemřeli čtyři lidé. Dva lidé, americký turista Kurt Cochran a učitelka Aysha Fradeová, zemřeli po nárazu auta na mostě. Třetí obětí útoku byl neozbrojený policista Keith Palmer, kterého útočník Khalid Masood pobodal při pokusu proniknout do Westminsterského paláce. Samotný útočník byl zastřelen příslušníkem ochranky ministra obrany Michaela Fallona. Další, čtvrtá, oběť zemřela na následky zranění 24. března, byl jí 75letý Leslie Rhodes z Claphamu na jihu Londýna. Pátou obětí útoku se stala rumunská turistka Andrea Cristeaová, kterou útočník srazil svým vozem z mostu do řeky Temže. Jednatřicetiletá architektka byla po dvou týdnech odpojena od přístrojů, které ji udržovaly při životě.
Na mostě byli zraněni další tři policisté. Francouzský premiér Bernard Cazeneuve potvrdil, že mezi raněnými jsou tři francouzští studenti ve věku 15–16 let z bretaňského města Concarneau. Mezi zraněnými oběťmi je také dvanáct Britů, čtyři Jihokorejci, již zmiňovaní tři Francouzi, dva Irové, dva Italové, dva Řekové, jeden Polák, Američan, Australan, Rumun, Němec, Číňan a Portugalec.

## Následky
Po útoku bylo přerušeno jednání Dolní sněmovny a následně zrušen program na zbytek dne. Bezpečnostní složky budovu uzavřely a nedovolily nikomu z uvnitř přítomných odejít. Premiérka Theresa Mayová byla nicméně evakuována do svého sídla v Downing Street. Z bezpečnostních důvodů byla uzavřena stanice metra Westminster, která se u parlamentu nachází, byl přerušen provoz lodí po Temži a uzavřeno Londýnské oko. Skotský parlament v důsledku útoku odložil hlasovaní o vypsání nového referenda o nezávislosti země. Během následující noci britská policie zasahovala na šesti místech v Birminghamu, Manchesteru a Londýně, při raziích zatkla celkem 11 lidí. V pátek 24. března devět z nich propustila. Zbylé dva spolu s dalším, dvanáctým, zadrženým následně propustila 1. dubna.

## Útočník
Ještě den útoku šéf protiteroristického oddělení metropolitní policie Mark Rowley uvedl, že policie pravděpodobně zná útočníkovu totožnost. Útočníkem byl dne 23. března identifikován 52letý muslim Khalid Masood, narozen v Kentu na jihovýchodě Anglie. V posledních několika letech však přebýval v oblasti West Midlands, přesněji v Birminghamu. Jméno Khalid Masood ale přijal, až když se přihlásil k islámu, jeho rodné jméno bylo Adrian Russell Elms, ale používal též jméno Adrian Russell Ajao. Byl učitelem angličtiny, kterou mezi lety 2005 až 2009 vyučoval v Saúdské Arábii. Po návratu do Spojeného království učil angličtinu na škole v Lutonu a v roce 2012 si v Birminghamu založil školu vlastní.
Masood byl britské kontrarozvědce MI5 již z dřívějška dobře známý, několikrát byl usvědčen z napadení, včetně těžkého ublížení na zdraví, držení útočných zbraní a z narušování veřejného pořádku. Před útokem ho ale nesledovala a neměla žádné informace o tom, že by mohl spáchat teroristický útok. V roce 2000 byl Masood odsouzen k dvěma letům odnětí svobody po tom, co v hospodě ve Východním Sussexu vážně pořezal muže v obličeji. Vězení bylo také místo, kde se Masood zřejmě zradikalizoval, v úvahu však připadá i jeho pobyt v Saúdské Arábii. Po svém propuštění však čin v roce 2003 opakoval, kdy ve tváři pobodal dalšího, tehdy 22letého muže. Za to byl poslán zpět na šest měsíců do vězení. Mark Rowley uvedl, že k činu Masooda pravděpodobně inspiroval „mezinárodní terorismus“.